# Ministry of Fear
Ministry of Fear is een Amerikaanse film noir uit 1944 onder regie van Fritz Lang. Destijds werd de film in Nederland uitgebracht onder de titel Spionnen aan de Theems.

## Verhaal
Stephen Neale komt per ongeluk in het bezit van een microfilm, die bedoeld was voor een Duitse spion. Neale moet zowel voor de autoriteiten als de nazi's op de vlucht slaan.

## Rolverdeling
| Acteur            | Personage             |
| ----------------- | --------------------- |
| Ray Milland       | Stephen Neale         |
| Marjorie Reynolds | Carla Hilfe           |
| Carl Esmond       | Willi Hilfe           |
| Dan Duryea        | Cost / Travers        |
| Hillary Brooke    | Mevrouw Bellane Nr. 2 |
| Percy Warman      | Inspecteur Prentice   |
| Alan Napier       | Dr. Forrester         |
| Erskine Sanford   | Mijnheer Rennit       |
| Thomas Louden     | Mijnheer Newland      |
| Aminta Dyne       | Mevrouw Bellane Nr. 1 |